# Mapania mangenotiana
Mapania mangenotiana är en halvgräsart som beskrevs av Lorougnon. Mapania mangenotiana ingår i släktet Mapania och familjen halvgräs. Inga underarter finns listade i Catalogue of Life.